# Chonggye
Chonggye Dzong, Chinees: Qonggyai Xian is een arrondissement in het noorden van de prefectuur Lhokha (Shannan) in de Tibetaanse Autonome Regio, China. Het heeft een oppervlakte van 1030 km². In 2000 telde het arrondissement 17.031 inwoners.
De gemiddelde hoogte is 3850 meter. De gemiddelde jaarlijkse temperatuur is 7,3 °C en jaarlijks valt er gemiddeld 345 mm neerslag.
In Chonggye bevindt zich de vallei van de Tibetaanse koningen.

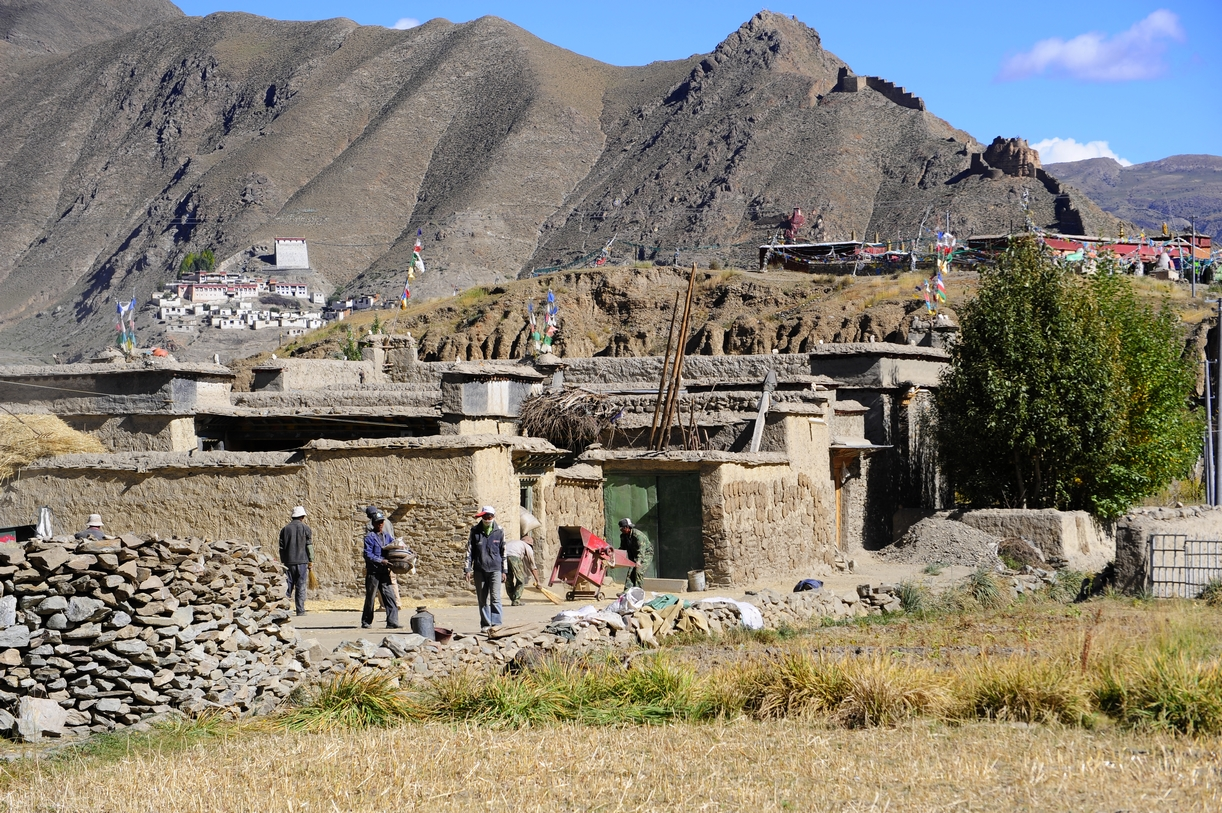
Vallei van de Tibetaanse koningen